# Andrzej Dominik Turłaj
Andrzej Dominik Turłaj herbu Jastrzębiec – chorąży trocki pro tunc w latach 1714–1728, sędzia ziemski trocki w latach 1708–1729, podsędek trocki w latach 1703–1708, podstoli trocki w latach 1697–1703, dyrektor trockiego sejmiku elekcyjnego 1708 roku, trockiego sejmiku gromnicznego 1711 roku, trockiego sejmiku przedsejmowego 1712 roku, trockiego sejmiku popisowego i sejmiku przedsejmowego 1712 roku, trockiego sejmiku relacyjnego z limity w 1714 roku, trockiego sejmiku gromnicznego 1718 roku i trockiego sejmiku elekcyjnego 1719 roku.
Jako poseł województwa trockiego był uczestnikiem Walnej Rady Warszawskiej 1710 roku. Był posłem trockim na sejm 1718 roku.